# Egemonia
L'egemonia (in greco antico: ἡγεμονία?, heghemonìa = comando, primato) era, nell'antica Grecia, l'importanza preminente di uno stato all'interno di una lega (come Atene nella Lega delio-attica, Tebe nella lega beotica e Sparta nella lega peloponnesiaca) o di un'alleanza fra stati (come Sparta nella seconda guerra persiana).

## Storia
Il termine "egemonia" è nato nell'antica Grecia, e deriva dal verbo ἡγέομαι (che significa "condurre, portare avanti"). Il problema dell'egemonia fu studiato nell'antica Grecia da Senofonte nelle Elleniche: nel libro VI, cap. 3-5 a proposito dell'egemonia tebana, e nel libro VII.
I singoli stati greci erano indipendenti ma facevano parte di una lega, e le decisioni relative alla politica estera (ossia alla pace e alla guerra), visto che interessavano tutta la lega, erano di competenza della lega nel suo insieme e non del singolo stato.. La rapidità con cui occorreva prendere decisioni militari, tuttavia, richiedeva che la direzione della guerra fosse in mano a un solo stato, lo stato egemone.
L'egemonia si esplicava pertanto soprattutto nel comando militare: gli Stati alleati ponevano le proprie truppe e parte delle risorse economiche agli ordini dei magistrati o dei sovrani dello stato egemone, conservando la propria autonomia, in via teorica. Nei fatti, in età classica l'egemonia di Sparta e Atene era anche di tipo spirituale, poiché le due nazioni rappresentavano ciascuna ideali di vita molto differenti fra di loro.

## Altri significati
Per analogia al significato di egemonia nell'antica Grecia, il termine indica il dominio totale di un gruppo su altri gruppi, con o senza la minaccia della forza, fino al punto che le prospettive culturali si adattino in modo tale da favorire il gruppo egemone (dominante).
In ambito militare l'egemonia è l'obiettivo teorico generale della strategia.

### Egemonia culturale
L'uso moderno del termine è in gran parte dovuto all'analisi dell'egemonia formulata da Antonio Gramsci per spiegare perché le rivoluzioni comuniste, previste dalla teoria marxista, non si sono verificate nei paesi capitalisti quando erano attese. Secondo Gramsci, questo fallimento delle previsioni è stato dovuto al controllo dell'ideologia, dell'autocoscienza e dell'organizzazione dei lavoratori da parte della cultura borghese egemone. 
Nell'idea di Gramsci, per poter arrivare alla rivoluzione comunista era prima necessario combattere una "guerra di posizione" per sostituire l'egemonia culturale della borghesia con quella degli elementi anticapitalisti.
L'analisi gramsciana dell'egemonia culturale è stata introdotta in termini di classi (in senso marxista), ma può essere applicata in termini più generali: l'idea che le norme culturali prevalenti non debbano essere viste come "naturali" o "inevitabili" ha avuto un'enorme influenza sia nel campo politico che nel campo scientifico.

## Galleria d'immagini

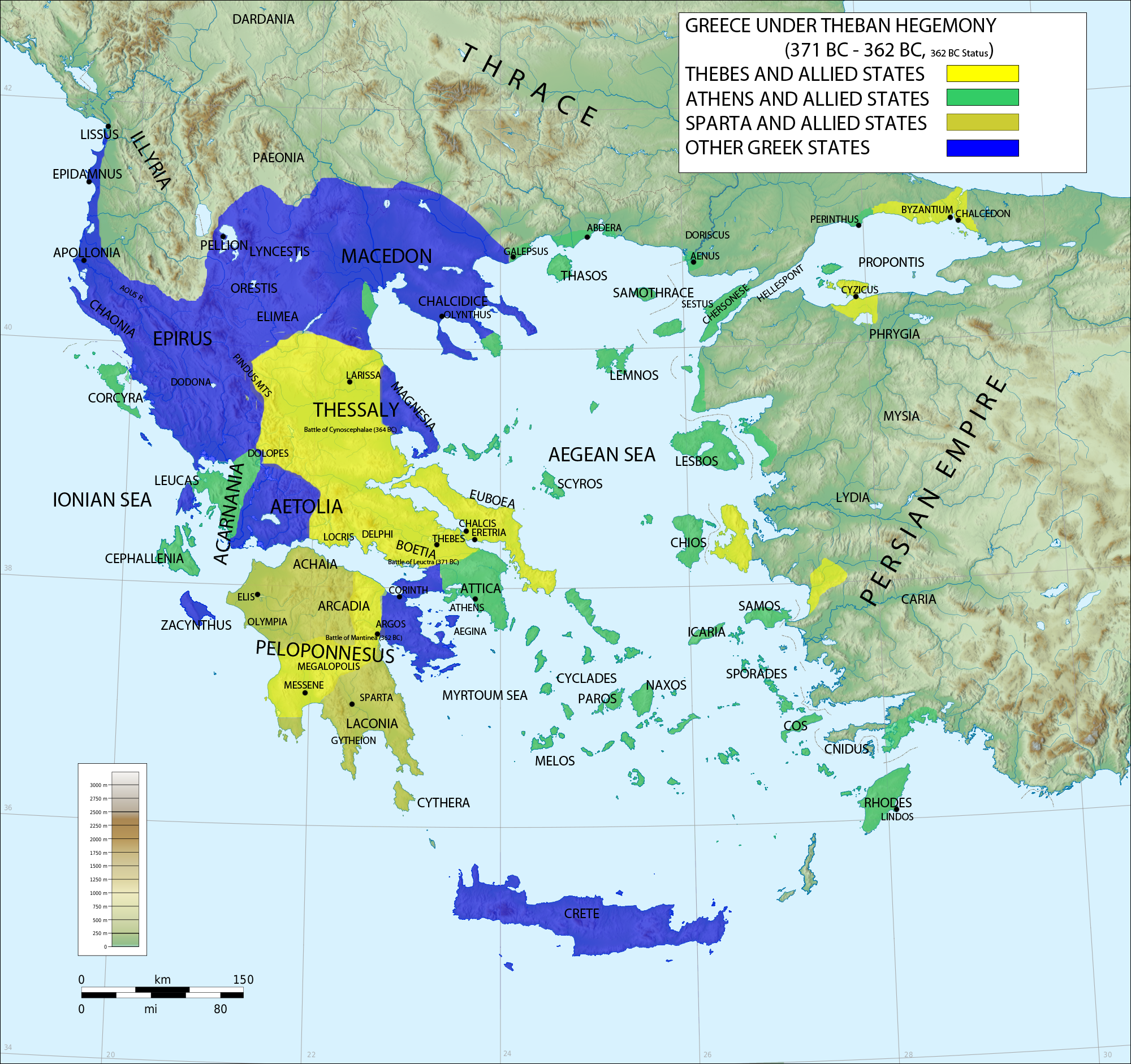
Antica Grecia sotto l'egemonia di Tebe, 371–362 a.C.
L'egemonia della Lega di Corinto: il Regno di Macedonia (362 a.C.) (rosso) e la Lega di Corinto (giallo).
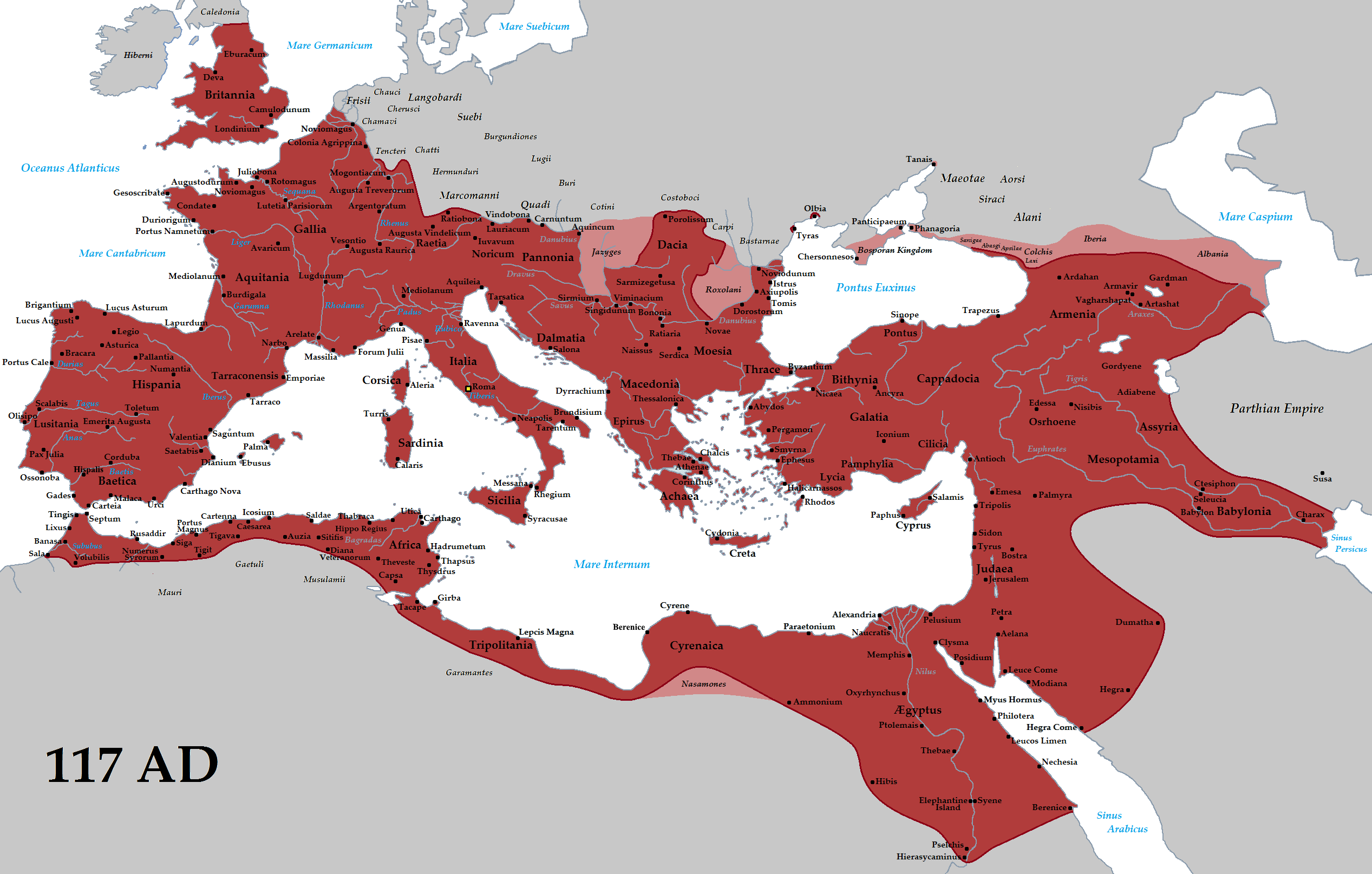
Impero Romano nella sua massima estensione, 117 d.C.
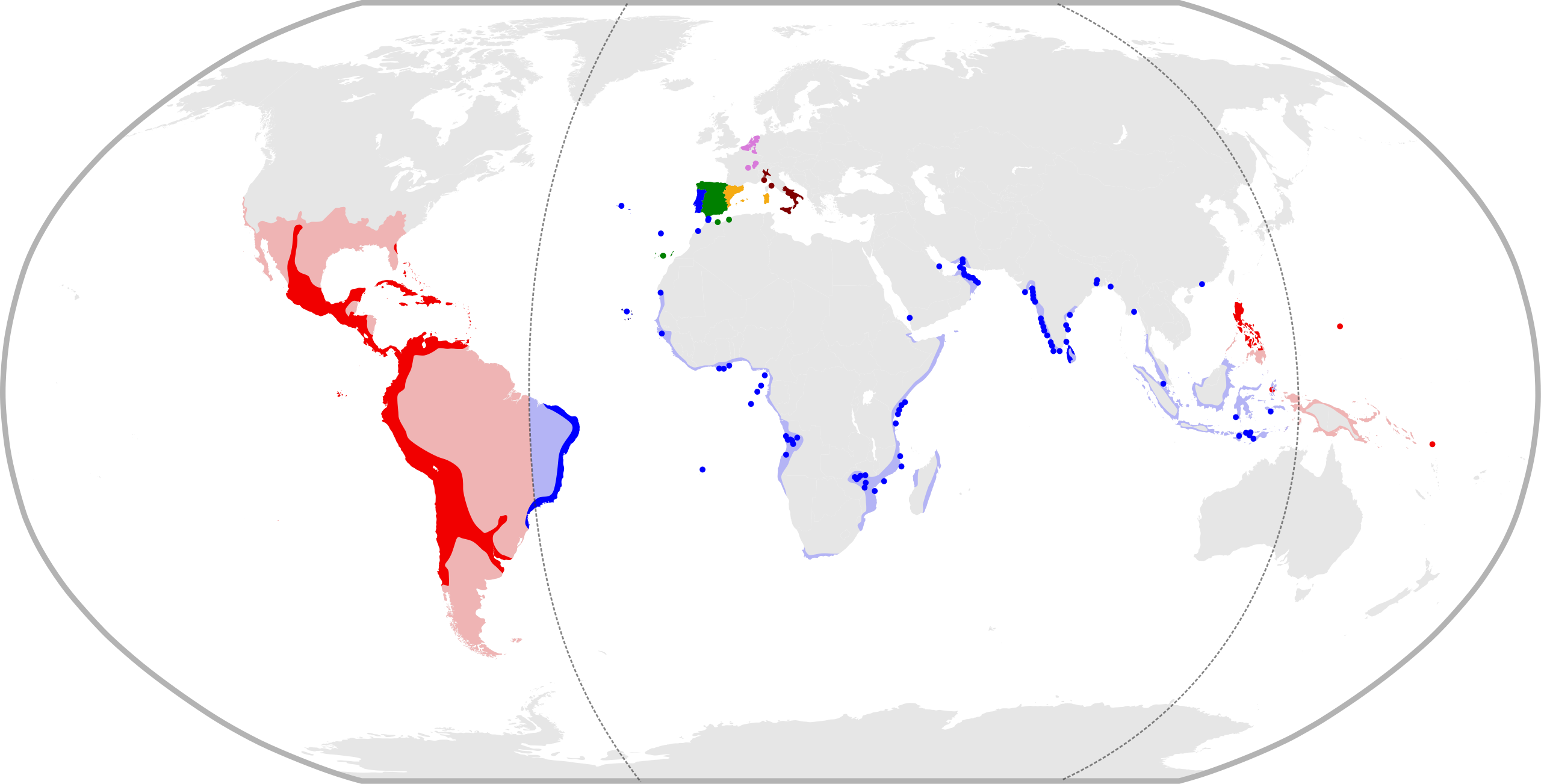
L'Unione Iberica nel 1598, sotto Filippo II, re di Spagna e Portogallo.
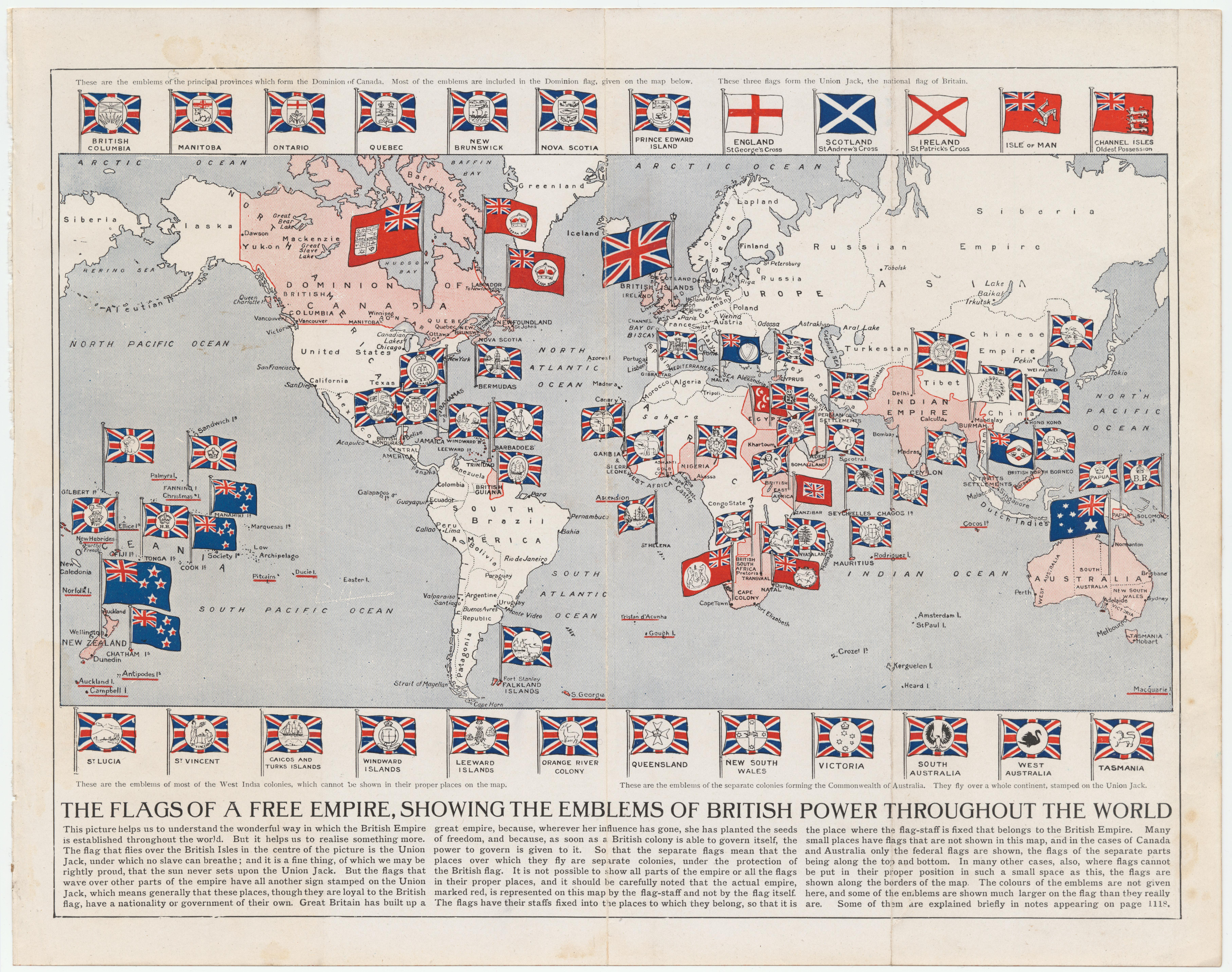
Mappa dell'Impero britannico (a partire dal 1910). Al suo apice, era il più grande impero della storia.
L'Unione Sovietica e gli Stati Uniti hanno dominato gli affari mondiali durante la Guerra Fredda.